# Vittorio Nisticò
Vittorio Nisticò (Cardinale, 15 aprile 1919 – Roma, 7 gennaio 2009) è stato un giornalista e saggista italiano.
Giornalista di orientamento comunista, per vent'anni direttore de L'Ora, ha fatto del quotidiano del pomeriggio di Palermo, modernizzato nel linguaggio e nella veste grafica, un presidio della legalità e della lotta alla mafia.

## Biografia
Nato in una famiglia calabrese benestante – la madre possidente terriera e il padre medico condotto – Vittorio Nisticò trascorse un'infanzia e un'adolescenza agiata. Dopo la maturità al liceo classico di Soverato, in provincia di Catanzaro, a pochi chilometri da Cardinale, suo paese natale, Nisticò si iscrisse all'Università di Roma e conseguì la laurea in lettere.
La sua formazione giornalistica avvenne nei giornali d'area comunista, approdo conseguente al suo avvicinamento al Partito Comunista a Bari durante la campagna referendaria del 1946 per la Repubblica.

Dopo il suo debutto come cronista a La voce di Bari, si affermò come brillante notista politico di Paese Sera, quotidiano serale romano del PCI, nato nel 1949, e in quel tempo diretto da Tomaso Smith.

### A L'Ora
Nel 1954 Amerigo Terenzi, eminenza grigia dell'editoria comunista nella cui orbita figurava anche L'Ora, quotidiano del pomeriggio di Palermo, chiamò Vittorio Nisticò alla direzione della testata siciliana, carica che egli avrebbe mantenuto fino al 1975, un lasso di tempo lungo che gli avrebbe permesso di fare da maestro a ben tre generazioni di giornalisti.
Nel 1954, avuto il timone de L'Ora nelle sue mani, Nisticò impresse subito al foglio palermitano un netto cambio di rotta e di immagine. I primi mutamenti riguardarono lo svecchiamento dell'impaginazione grafica, con una cura particolare nella scelta delle fotografie, una titolazione ad effetto concentrata su pochi fatti e l'adozione di uno stile stringato e diretto per le notizie, soprattutto in cronaca. Ma la vera svolta del giornale avvenne con il racconto della politica, dell'economia e dei personaggi più influenti della società siciliana fatto attraverso inchieste a più voci, documentate e, come mai prima, coraggiose, come quelle condotte dalla squadra di giornalisti e collaboratori di alto profilo coordinati dall'inviato Felice Chilanti che ebbe il merito di scoperchiare il potere occulto della mafia e i legami perversi che essa aveva intrecciato con pezzi corrotti dello Stato e del potere isolano. A fiancheggiare Chilanti, di origine veneta e con trascorsi da partigiano, c'erano nomi siciliani di prim'ordine: il palermitano Nino Sorgi, avvocato del giornale che firmava con lo pseudonimo di Castrense Dadò, Michele Pantaleone, esponente socialista di punta di Villalba, Mario Farinella, Enzo Lucchi, Mino Bonsangue ed Enzo Perrone. 

La prima grande inchiesta dell'equipe capitanata da Chilanti scelse come bersaglio Luciano Liggio, un pesce grosso il cui nome, però, per l'abilità del personaggio a nuotare nei bassifondi, allora non diceva nulla all'opinione pubblica. Liggio venne descritto per quello che era, ossia un feroce, potente capo della mafia di Corleone. I giornalisti de L'Ora, insomma, consegnarono al direttore uno scoop, che però era anche una patata bollente.
Nisticò fece la scelta giornalisticamente più audace: in dissonanza con lo stile ingessato dei giornali, nazionali e locali, che allora affollavano le edicole, decise di enfatizzare lo scoop "sparando" in prima pagina il 15 ottobre 1958 la foto di Liggio sotto un titolo a nove colonne composto da un solo aggettivo a caratteri cubitali: "Pericoloso!". Stanata nei suoi affari occulti, la mafia rispose criminalmente: alle ore 4.52 di domenica 19 ottobre fece esplodere una carica di cinque chili di tritolo contro la storica sede de L'Ora nel centro di Palermo, danneggiando parte delle rotative.
Il clamore dell'attentato mafioso ebbe l'effetto contrario a quello immaginato dalla mafia. Nisticò, infatti, non si limitò a replicare a tambur battente all'intimidazione dinamitarda con il titolo "La mafia ci minaccia, l'inchiesta continua", ma fece del giornalismo investigativo il tratto distintivo della piccola testata di provincia al punto da fare de L'Ora un baluardo a valenza nazionale della difesa della legalità e della lotta alla mafia. Risultata la linea editoriale di Nisticò vincente, ossia capace di mettere assieme prestigio e aumento della tiratura, Nisticò non ebbe difficoltà a conservare per un ventennio la direzione del quotidiano del pomeriggio di Palermo.
Il 1975 fu l'anno dell'addio del direttore a l'Ora. Arrivato nel 1954, Nisticò lasciava in eredità alla Sicilia un giornale che, grazie alla sua direzione e al suo fiuto nello scovare giovani cronisti di talento da inserire in redazione, era fortemente cresciuto in reputazione e lettori. Non solo: lasciava un giornale che, pur nella sua collocazione a sinistra, era stato capace di conquistare e consolidare ampi margini di indipendenza dal PCI, che ne era di fatto il proprietario. 

### Ritorno a Roma
Richiamato dal partito a Roma, nel novembre 1975 affiancò il neo direttore Arrigo Benedetti alla guida del quotidiano romano Paese Sera, anch'esso finanziato dal PCI.

### Morte
Vittorio Nisticò, ritiratosi a vita privata, morì il 7 gennaio 2009, all'età di 89 anni.

## Opere
- Accadeva in Sicilia – Gli anni ruggenti dell'«Ora» di Palermo, Palermo, Sellerio, 2001. ISBN 88-389-1410-9
- L'Ora dei ricordi, Sellerio, 2004. ISBN 88-389-1900-3